# Reprezentacja Irlandii na Mistrzostwach Świata w Narciarstwie Klasycznym 2003
Reprezentacja Irlandii na Mistrzostwach Świata w Narciarstwie Klasycznym 2003 – jednoosobowa reprezentacja Irlandii podczas mistrzostw świata w Val di Fiemme w 2003 roku.
Jedynym reprezentantem Irlandii na mistrzostwach był biegacz narciarski – Rory Morrish, który wystartował w biegu łączonym, ale został zdublowany i ostatecznie nie został sklasyfikowany. Był to debiut tego zawodnika w mistrzostwach świata w narciarstwie klasycznym.

## Wyniki

### Biegi narciarskie

#### Mężczyźni
| Konkurencja           | Zawodnik     | Czas | Wynik | Zwycięzca    |
| --------------------- | ------------ | ---- | ----- | ------------ |
| Bieg łączony na 20 km | Rory Morrish | –    | LPD   | Per Elofsson |